# 안성천

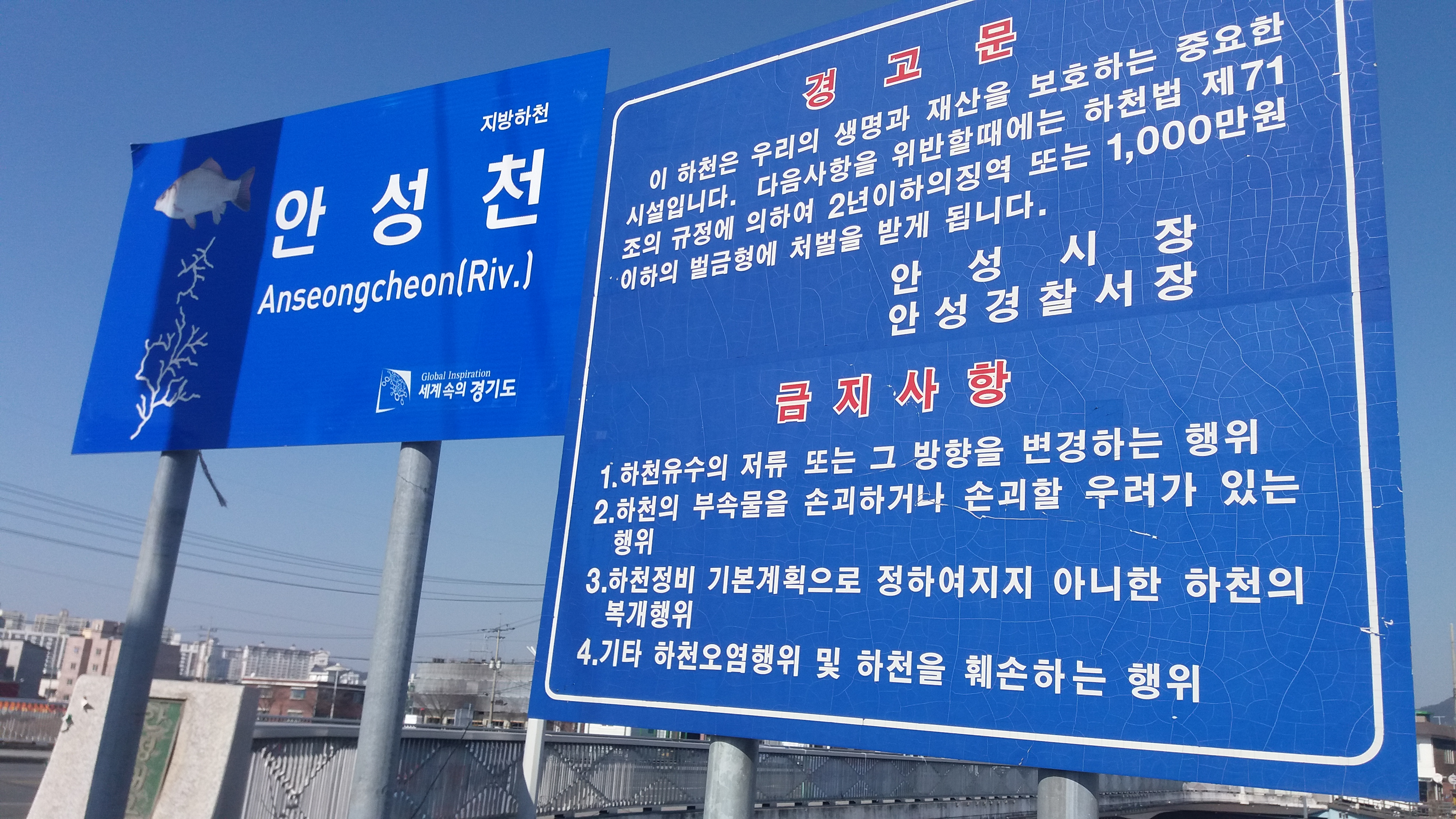
안성대교에 설치된 안성천 표지판

안성천(安城川)은 경기도 안성시 일대에서 발원하여 평택시를 지나 아산만으로 흘러드는 길이 76km, 유역면적 1,722km2의 하천이다.
중요한 지류는 진위천(振威川)·입장천(笠場川)·한천(漢川)·청룡천(靑龍川)·오산천(烏山川)·도대천(道垈川)·황구지천(黃口只川) 등이다. 안성천의 본류와 지류가 합류하는 곳 근처에는 넓은 충적평야가 형성되어 있다. 안성천 하구에 아산만방조제가 위치하고 있다.